# Golf & Country Club Schönenberg
De Golf & Country Club Schönenberg is een besloten golfclub in Schönenberg, in de gemeente Wädenswil, kanton Zürch in Zwitserland.
De club werd in 1965 opgericht en had toen ongeveer 100 leden. In 1966 werd met de aanleg van de 18 holesbaan begonnen en in 1967 kon er gespeeld worden. Het ontwerp is van Donald Harradine.
De baan ligt in een morenelandschap dat tijdens de laatste ijstijd gevormd werd. Het terrein ligt tussen twee heuvelrijen en is ongeveer 2 km lang en 300 meter breed. Het maakt deel uit van een beschermd natuurgebied.

## Golftoernooien
Van 2001 tot 2011 werd de golfbaan bespeeld voor het ZurichOpen.
- ZurichOpen: 2001-2011